# Corpus Speculorum Etruscorum

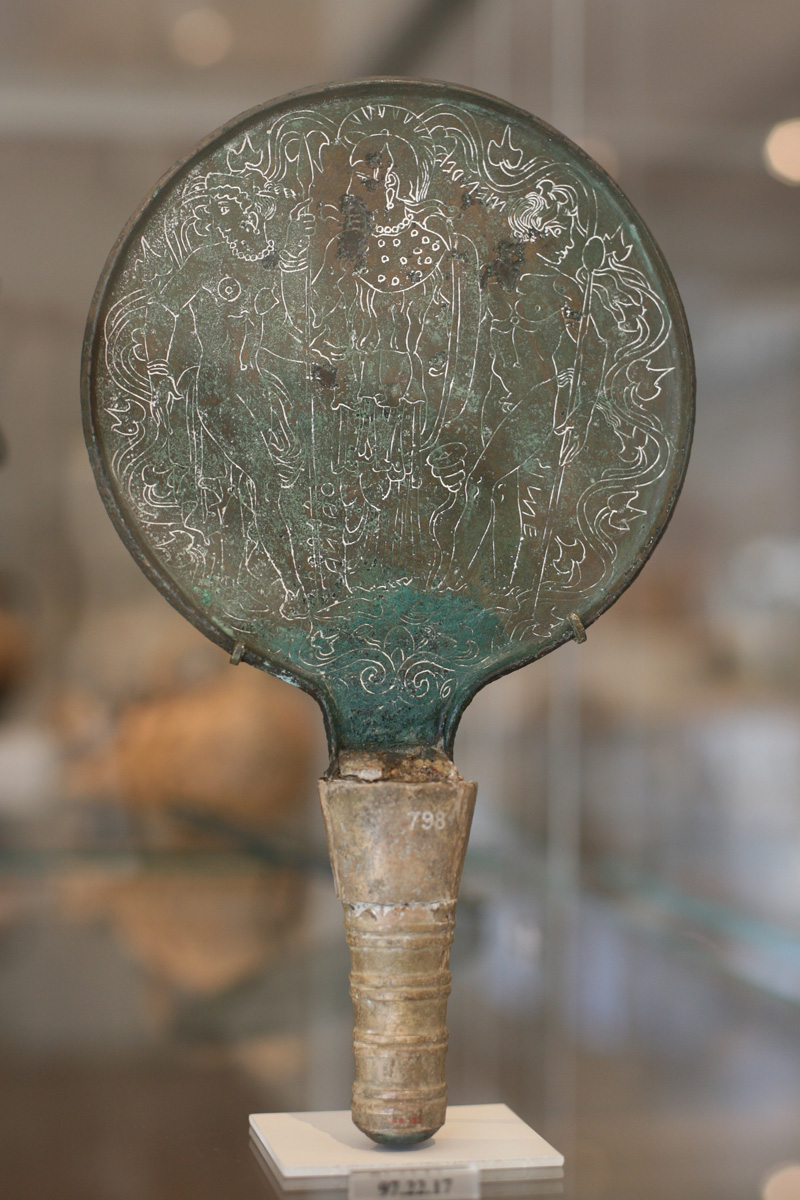
Etruskischer Spiegel im Metropolitan Museum of Art

Das Corpus Speculorum Etruscorum ist ein seit 1973 laufendes internationales Forschungsprojekt, das sich zum Ziel gesetzt hat, alle erhaltenen etruskischen Bronzespiegel in einem Corpuswerk zu publizieren.

## Projekt
Eduard Gerhard hatte bereits in dem 1843 bis 1867 erschienenen vierbändigen Corpuswerk Die etruskischen Spiegel alle damals bekannten Spiegel vorgelegt, ein fünfter Band wurde nach seinem Tod von Adolf Klügmann und Gustav Körte weiter bearbeitet und erschien 1897.
Das neue Corpus ersetzt diese Vorlage in zeitgemäßer Form und auf modernem Wissensstand. Das Projekt wird vom International Scientific Committee for the Corpus of Etruscan Mirrors koordiniert. Dieses internationale Komitee hat sich auf einem Kongress konstituiert, den das Istituto Nazionale di Studi Etruschi ed Italici unter Leitung seines Präsidenten Massimo Pallottino veranstaltete und an dem Wissenschaftler aus 19 Ländern teilnahmen.
Die Bände sind am Organisationsformat des Corpus Vasorum Antiquorum ausgerichtet, erscheinen nach Ländern sortiert, innerhalb der Länder nach einzelnen Museen oder Sammlungen, die wiederum in Faszikel aufgeteilt sein können. Die ersten Bände erschienen 1981, seither wurden 37 Bände publiziert (Stand: 2023). Das Corpus publiziert nicht allein die dekorierten, sondern auch unverzierte Spiegel, Handhaben, Aufbewahrungskästen. Fotografien und Zeichnungen im Maßstab 1:1 ergänzen die wissenschaftlichen Beschreibungen und Analysen.

## Bisher erschienene Bände

### Belgien
- Band 1: Roger Lambrechts: Bruxelles, Institut Royal du Patrimoine Artistique. Courtrai, Museum voor Oudheidkunde en Sierkunst. Gand, Museum voor Oudheikunde der Rijksuniversiteit. Hamme, Museum van Bogaert-Wauters. Louvain-la-Neuve, Musée de l’Institut Supérieur d’Archéologie et d’Histoire de l’Art de L’U.C.L. Morlanwelz, Musée royal de Mariemont. Collections privées. «L’Erma» di Bretschneider, Rom 1987, ISBN 88-7062-628-8.

### Bundesrepublik Deutschland
- Band 1: Ursula Höckmann: Bad Schwalbach – Bochum – Bonn – Darmstadt – Essen – Frankfurt – Kassel – Köln – Mainz – Mannheim – Schloß Fasanerie bei Fulda. Mit Beiträgen von Helmut Rix und Josef Riederer. Hirmer Verlag, München 1987, ISBN 3-7774-4360-3.
- Band 2: Ursula Liepmann: Braunschweig – Göttingen – Hamburg – Hannover – Kiel – Münster – Steinhorst – Wolfenbüttel.  Mit einem Beitrag von Josef Riederer. Hirmer Verlag, München 1988, ISBN 3-7774-4640-8.
- Band 3: Bettina von Freytag gen. Löringhoff: Stuttgart – Tübingen. Privatsammlungen Esslingen – Stuttgart. Mit Beiträgen von Carlo De Simone und Josef Riederer. Hirmer Verlag, München 1990, ISBN 3-7774-5050-2.
- Band 4: Gerhard Zimmer: Staatliche Museen zu Berlin. Antikensammlung 2. Mit Beiträgen von Josef Riederer und Helmut Rix. Hirmer Verlag, München 1995, ISBN 3-7774-6340-X.

### Dänemark
- Band 1,1: Helle Salskov Roberts: Copenhagen, The Danish National Museum, The Ny Carlsberg Glyptothek. Odense University Press, Odense 1987, ISBN 87-7492-323-4.

### Deutsche Demokratische Republik
- Band 1: Gerald Heres: Berlin, Staatliche Museen, Antikensammlung. Akademie Verlag, Berlin 1986, ISBN 3-05-000130-5.
- Band 2: Gerald Heres: Dresden, Staatliche Kunstsammlungen, Skulpturensammlung; Leipzig, Museum des Kunsthandwerks; Gotha, Schloßmuseum; Jena, Friedrich-Schiller-Universität. Akademie Verlag, Berlin 1987, ISBN 3-05-000131-3.

### Frankreich
- Band 1,1: Denise Emmanuel-Rebuffat: Paris, Musee du Louvre. «L’Erma» di Bretschneider, Rom 1988, ISBN 88-7062-645-8.
- Band 1,2: Denise Emmanuel-Rebuffat: Paris, Musee du Louvre. «L’Erma» di Bretschneider, Rom 1991, ISBN 88-7062-705-5.
- Band 1,3: Denise Emmanuel-Rebuffat: Paris, Musee du Louvre. «L’Erma» di Bretschneider, Rom 1997, ISBN 88-7062-946-5.
- Band 1,4: Denise Emmanuel-Rebuffat: Paris, Musee du Louvre. «L’Erma» di Bretschneider, Rom 2009, ISBN 978-88-8265-506-8.

### Großbritannien
- Band 1,1: Judith Swaddling: The British Museum I: archaic and classical mirrors (early tanged & related mirrors). The British Museum Press, London 2001, ISBN 0-521-43380-0.
- Band 2: Richard V. Nicholls: Cambridge: Corpus Christi College, The Fitzwilliam Museum, The Museum of Archaeology and Anthropology, The Museum of Classical Archaeology. University Press, Fitzwilliam Museum, Cambridge 1993, ISBN 0-521-43380-0.
- Band 3: Nancy Thomson de Grummond: Oxford: Ashmolean Museum, Claydon House, Pitt Rivers Museum. «L’Erma» di Bretschneider, Rom 2007, ISBN 978-88-8265-443-6

### Italien
- Band 1,1: Giuseppe Sassatelli: Bologna, Museo civico. «L’Erma» di Bretschneider, Rom 1981.
- Band 1,2: Giuseppe Sassatelli: Bologna, Museo civico. «L’Erma» di Bretschneider, Rom 1981.
- Band 2,1: Alba  Frascarelli: Perugia, Museo archeologico nazionale. «L’Erma» di Bretschneider, Rom 1995, ISBN 88-7062-912-0.
- Band 3,1: Gabriele Cateni: Volterra, Museo Guarnacci. «L’Erma» di Bretschneider, Rom 1995, ISBN 88-7062-911-2.
- Band 4: Maria Stella Pacetti: Orvieto, Museo «Claudio Faina». «L’Erma» di Bretschneider, Rom 1998, ISBN 88-8265-028-6.
- Band 5: Gabriella Barbieri: Viterbo, Museo archeologico nazionale. «L’Erma» di Bretschneider, Rom 1999, ISBN 88-8265-050-2.
- Band 6,1: Maria Paola Baglione, Fernando Gilotta: Roma – Museo Nazionale Etrusco di Villa Giulia. «L’Erma» di Bretschneider, Rom 2007, ISBN 978-88-8265-408-5.
- Band 6,2: Maria Paola Baglione, Fernando Gilotta: Roma – Museo Nazionale Etrusco di Villa Giulia, Palestrina – Museo Archeologico. «L’Erma» di Bretschneider, Rom 2009, ISBN 978-88-8265-522-8.
- Band 6,3: Maria Stella Pacetti: Roma - Museo Nazionale Etrusco di Villa Giulia, Antiquarium: La collezione del Museo Kircheriano. «L’Erma» di Bretschneider, Rom 2011, ISBN 978-88-8265-624-9.
- Band 7,1: Laura Ambrosini: Roma - Museo Nazionale Romano, Museo delle Antichità Etrusche e Italiche, Sapienza - Università di Roma, Collezione Gorga. «L’Erma» di Bretschneider, Rom 2012, ISBN 978-88-8265-750-5.
- Band 8: Giuseppe Sassatelli, Andrea Gaucci (Hrsg.): Musei dell’Etruria Padana: Museo Nazionale Etrusco ‘P. Aria’ di Marzabotto, Museo Civico Archeologico ‘L. Fantini’ di Monterenzio, Museo Archeologico Nazionale di Ferrara, Museo Archeologico Nazionale di Adria, Museo Civico Archeologico Etnologico di Modena, Musei Civici di Reggio Emilia, Museo Archeologico Nazionale di Parma. «L’Erma» di Bretschneider, Rom 2018, ISBN 978-88-913-1705-6.

### Niederlande
- Band 1: L. Bouke van der Meer: Amsterdam, Allard Pierson Museum. The Hague, Gemeentemuseum. The Hague, Museum Meermanno-Westreenianum. Leiden, Rijksmuseum van Oudheden. Nijmegen, Rijksmuseum Kam. Utrecht, Archaeological Institute – State University, Private collection "Meer". E. J. Brill, Leiden 1983, ISBN 90-04-06832-5.

### Norwegen, Schweden
- Ingela M. B. Wiman: Norway: Oslo, Kunstindustrimuseum. Sweden: Göteborg, Stadsmuseum; Lund, Kulturhistoriska museet; Mora, Zornsamlingen; Stockholm, Medelhavsmuseet; Private collections. «L’Erma» di Bretschneider, Rom 2018, ISBN 978-88-913-1236-5.

### Schweiz
- Band 1: Ines Jucker: Basel – Schaffhausen – Bern – Lausanne. Stämpfli, Bern 2001, ISBN 3-7272-1260-8.

### Ungarn und Tschechoslowakei
- Band 1: János György Szilágyi, Jan Bouzek: Hongrie et Tchécoslovaquie. «L’Erma» di Bretschneider, Rom 1992, ISBN 88-7062-774-8.

### Vatikanstaat
- Band 1: Roger Lambrechts: Città del Vaticano, Museo Profano della Biblioteca Apostolica Vaticana. «L’Erma» di Bretschneider, Rom 1995, ISBN 88-7062-876-0.

### Vereinigte Staaten von Amerika
- Band 1: Richard Daniel De Puma: Midwestern collections. Iowa State University Press, Ames 1987, ISBN 0-8138-0363-2.
- Band 2: Richard Daniel De Puma: Boston and Cambridge. Boston, Museum of Fine Arts; Cambridge, Harvard University Museums. Iowa State University Press, Ames 1993, ISBN 0-8138-0354-3.
- Band 3: Larissa Bonfante: New York, The Metropolitan Museum of Art. «L’Erma» di Bretschneider, Rom 1997, ISBN 88-7062-997-X.
- Band 4: Richard Daniel De Puma: Northeastern collections. «L’Erma» di Bretschneider, Rom 2005, ISBN 88-8265-325-0.
- Band 5: Evelyn E.  Bell, Helen Nagy: West Coast collections: University of California, Berkeley, Phoebe A. Hearst Museum of anthropology; San Francisco State University, The Frank V. de Bellis collection; Los Angeles County Museum; Malibu, The J. Paul Getty Museum; City Museum of Santa Barbara; University of California, Santa Barbara, University Art Museum; Seattle Art Museum. «L’Erma» di Bretschneider, Rom 2021, ISBN 978-88-913-2185-5.
- Band 6: Nancy Thomson de Grummond: Collections in Baltimore and Washington, D.C. «L’Erma» di Bretschneider, Rom 2023, ISBN 978-88-913-2676-8.